# معركة سيدار كريك
دارت معركة سيدار كريك، أو ما يُعرف بمعركة بيل غروف، في 19 أكتوبر 1864، خلال فترة الحرب الأهلية الأمريكية. جرت أحداث المعركة في وادي شيناندواه شمال فرجينيا، بالقرب من سيدار كريك وميدلتاون ووادي بايك. خلال الصباح، بدا أن اللواء جوبال إيرلي حقق انتصارًا لجيشه الكونفدرالي، إذ أسر ما يتجاوز 1000 سجين واستولى على أكثر من 20 مدفعية بينما أرغم 7 فرق مشاة من الأعداء على التراجع. احتشد جيش الاتحاد بقيادة اللواء فيليب شيريدان في وقت متأخر من بعد الظهر وأبعد رجال إيرلي. بالإضافة إلى ذلك، تمكن شيريدان من استعادة جميع المدفعيات التي استولى إيرلي عليها في الصباح، واستولت قواته على معظم مدفعيات إيرلي وعرباته.
وسط ضباب كثيف، انتهز إيرلي الفرصة وهاجم جنود الاتحاد النائمين. هاجم جيشه الصغير أجزاء من جيش الاتحاد من عدة أماكن، وبفضل عنصر المفاجأة، كان متفوقًا على العدو لفترة من الزمن. أوقف إيرلي هجومه لإعادة تنظيم قواته نحو الساعة العاشرة صباحًا. سارع شيريدان، الذي كان عائدًا من اجتماع في واشنطن العاصمة عندما اندلعت المعركة، إلى ساحة المعركة ووصل نحو الساعة العاشرة والنصف صباحًا. ساهم وصوله في تهدئة جيشه المنسحب وإعادة تنشيطه. شنّ جيش شيريدان هجومًا مضادًا في الساعة الرابعة مساءً، مستغلًا قوة فرسانه المتفوقة. هُزم جيش إيرلي الذي هرب جنوبًا.
تمكنت المعركة التي دارت في وادي شيناندواه من الجيش الكونفدرالي الذي لم يعد بمقدوره المناورة مجددًا في الوادي لتهديد عاصمة الاتحاد واشنطن العاصمة أو الولايات الشمالية. بالإضافة إلى ذلك، كان وادي شيناندواه أحد نقاط الإمداد الرئيسية للجيش الكونفدرالي، ولم يعد بإمكان إيرلي حمايته. ساهم انتصار الاتحاد في إعادة انتخاب أبراهام لنكولن، وحظي شيريدان بشهرة واسعة إلى جانب انتصاراته السابقة في وينشستر وفيشر هيل.

## خلفية

### استراتيجيات الاتحاد والكونفدرالية لولاية فيرجينيا 1864
في مارس 1864، جرى استدعاء اللواء يوليسيس غرانت من جبهة الحرب الغربية، وحصل على ترقية إلى رتبة فريق، وأصبحت جميع جيوش الاتحاد تحت قيادته. تمثلت استراتيجية غرانت، المختلفة عن القادة الذين سبقوه، بأن تقاتل جيوش الاتحاد معًا لتدمير الجيوش الكونفدرالية عوضًا عن غزو الأراضي. استخدم يوليسيس قوات الاتحاد المتعددة في الوقت ذاته، ما صعّب الأمر على الكونفدراليين الذين لم يتمكنوا من نقل القوات من جبهة قتال إلى أخرى. كان جيش الجنرال روبرت المتمركز في شمال فرجينيا هدفًا لجيش الاتحاد. لم يلاحق يوليسيس جيش روبرت فحسب، بل اتخذ تدابير لقطع إمداداته التي كان مصدرها من وادي شيناندواه في فرجينيا. غالبًا ما وصلت هذه الإمدادات على خط سكة حديد فيرجينيا المركزية وفيرجينيا وتينيسي، وخطوط السكك الحديدية الأخرى –التي أصبحت بدورها أهدافًا كذلك.
في يونيو 1864، حشد روبرت الجيش الكونفدرالي في الوادي ليكون وحدة تابعة للفيلق الثاني لجيش فيرجينيا الشمالية وكان بقيادة الفريق جوبال إيرلي. كان هدف الجيش حماية وادي شيناندواه، الذي كان مصدرًا رئيسيًا للغذاء لجيش روبرت في شمال فيرجينيا. كان الهدف الآخر هو تهديد عاصمة الاتحاد واشنطن، وإرغام الاتحاد على تحويل الموارد وتخفيف بعض الضغط على جيش شمال فيرجينيا بالقرب من العاصمة الكونفدرالية ريتشموند. في يونيو، تغلب إيرلي على قوات الاتحاد في معركة لينشبورغ ومعركة كيرنستاون. في 9 يوليو، انتصر إيرلي في معركة مونوكاسي في ماريلاند. بعد يومين، هدد إيرلي واشنطن في معركة فورت ستيفنز، إلا أنه لم يتمكن من ذلك بسبب التعزيزات التي سارعت إلى ساحة المعركة. في أواخر يوليو، أرسل إيرلي سلاح الفرسان بقيادة العميد جون ماكوسلاند في غارة شمالية أسفرت عن حرق بلدة تشامبرسبورغ، بنسلفانيا.

### حملة شيريدان
قرر غرانت التخلص من تهديد إيرلي عقب غارة سلاح الفرسان التي أحرقت تشامبرسبورغ. في أوائل أغسطس، دمج غرانت أربع منظمات عسكرية في الفرقة العسكرية الوسطى، وتولى اللواء فيليب شيريدان القيادة في 7 أغسطس –مطلقًا اسم جيش شيناندواه على قوته التي تألفت من الفرسان والمشاة. أُنشئ الجيش وأوكل إليه ثلاث مهام. الأولى هي طرد جيش إيرلي بعيدًا عن منطقة نهر بوتوماك ووادي شيناندواه السفلي (الشمالي)، وملاحقته جنوبًا. الثانية هي تدمير قدرة الوادي على تزويد جيش روبرت بالطعام والإمدادات. الثالثة هي تعطيل سكة حديد فيرجينيا المركزية.
في أغسطس، اتخذ شيريدان حذره بسبب قلقه من حدوث كارثة عسكرية قد تعيق إعادة انتخاب الرئيس أبراهام لنكولن. في سبتمبر، حقق شيريدان انتصارات حاسمة على إيرلي في معركة وينشستر الثالثة وفي فيشر هيل. استولى شيريدان على وادي شيناندواه جنوبًا حتى ستونتون، فيرجينيا، وطُرد جيش إيرلي من الوادي.
تزامنًا مع تضاؤل التهديد، أصبح بإمكان شيريدان أن يركز على حرمان الكونفدرالية من وسائل تزويد جيوشها في فرجينيا. اضطلع جيش شيريدان (ولا سيما سلاح الفرسان) بهذه المهمة، إذ أحرق المحاصيل والحظائر والمطاحن والمصانع. عُرفت هذه العملية، التي امتدت خلال الفترة من الأول من 26 سبتمبر إلى 8 أكتوبر، بين السكان باسم «المحرقة» أو «أكتوبر الأحمر». شملت العملية مناطق هاريسونبرغ وبورت ريبابليك وستونتون وواينسبورو. صرّح شيريدان أنه «لن يكون هناك سوى القليل من الإمدادات في الوادي، من وينشستر الى ستونتون، على بعد 148 كيلومترا، سواء للبشر أو الحيوانات». ساهمت هذه العملية في تحقيق أحد أهداف غرانت الذي هاجم السكك الحديدية التي زودت جيش روبرت في ريتشموند.

### تعزيز إيرلي
انسحب إيرلي إلى جنوب الوادي باتجاه جبل جاكسون بعد هزيمته في 22 سبتمبر في فيشر هيل. في 26 سبتمبر، جرى تعزيزه بفرقة المشاة التابعة للواء جوزيف كيرشو، الذي أحضر كذلك كتيبة من المدفعية. في 5 أكتوبر، وصلت المزيد من التعزيزات عندما انضم لواء لوريل بقيادة العميد توماس روسر إلى إيرلي وجرى ضمه إلى لواءين آخرين من الفرسان لتشكيل فرقة بقيادة روسر. ظن أيرلي أن إضافة فرقة كيرشو (المؤلفة من 2,700 مقاتل)، ولواء روسر لوريل (المؤلفة من 600 رجل)، وكتيبة المدفعية، وعودة المتطرفين من معارك سبتمبر قد تعوض عن خسائره في وينشستر وفيشر هيل.
بعد مرور أيام عديدة من بدء عملية «المحرقة»، شرع سلاح فرسان شيريدان بالتحرك شمالًا أسفل الوادي. تصدى الفرسان الكونفدراليون من لواء لونسفورد لوماكس وروسر للصفوف الخلفية من حراس شيريدان. بحلول 8 أكتوبر، أصبح رجال روسر على مقربة من فرقة سلاح الفرسان التابعة للاتحاد بقيادة العميد جورج كاستر، بينما كان لوماكس على مقربة من الفرقة بقيادة العميد ويسلي ميريت. في ذلك المساء، أمر شيريدان منزعجًا قائد سلاح الفرسان، العميد ألفريد توربرت، «بجلد سلاح الفرسان المتمردين أو أن يُجلد في حال لم يفعل ذلك». في 9 أكتوبر، في معركة توم بروك، هزم كاستر وميريت سلاح الفرسان الكونفدرالي في معركة وصفها توربيرت بأنها «أكثر المعارك التي شهدتها البلاد صرامة».